# The Raven (албум)
The Raven (срп. Гавран) је четврти албум британског састава Стренглерс објављен септембра 1979. године. 